# Mohed
Mohed – miejscowość (tätort) w Szwecji, w regionie administracyjnym (län) Gävleborg, w gminie Söderhamn.
Według danych Szwedzkiego Urzędu Statystycznego liczba ludności wyniosła: 550 (31 grudnia 2015), 512 (31 grudnia 2018) i 499 (31 grudnia 2019).